# The Best of Kylie Minogue
The Best of Kylie Minogue è una raccolta della cantante australiana Kylie Minogue, pubblicato il 1º giugno 2012 dall'etichetta discografica EMI per festeggiare l'anniversario dei 25 anni di carriera della cantante.

## Tracce
1. Can't Get You out of My Head – 3:52 (Cathy Dennis, Rob Davis)
2. Spinning Around – 3:27 (Ira Shickman, Osborne Bingham, Kara DioGuardi, Paula Abdul)
3. I Should Be So Lucky – 3:22 (Stock, Aitken & Waterman)
4. Love at First Sight – 3:58 (Kylie Minogue, Richard Stannard, Julian Gallagher, Ash Howes, Martin Harrington)
5. In Your Eyes – 3:19 (Minogue, Stannard, Gallagher, Howes)
6. Kids (feat. Robbie Williams) – 4:18 (Robbie Williams, Guy Chambers)
7. Better the Devil You Know – 3:52 (Stock, Aitken & Waterman)
8. All the Lovers – 3:19 (Jim Eliot, Mima Stilwell)
9. Give Me Just a Little More Time – 3:06 (Stock & Waterman)
10. Celebration – 3:57 (Kool & the Gang)
11. Slow – 3:14 (Minogue, Dan Carey, Emilíana Torrini)
12. Red Blooded Woman – 4:19 (Johnny Douglas, Karen Poole)
13. I Believe in You – 3:20 (Minogue, Jake Shears and Babydaddy)
14. On a Night like This – 3:32 (Steve Torch, Graham Stack, Mark Taylor, Brian Rawling)
15. Confide in Me – 4:26 (Minogue,Steve Anderson, Dave Seaman, Owain Barton)
16. Get Outta My Way – 3:39 (Mich Hansen, Lucas Secon, Damon Sharpe, Peter Wallevik, Daniel Davidsen)
17. The Loco-Motion – 3:13 (Gerry Goffin, Carole King)
18. Tears on My Pillow – 2:28 (Sylvester Bradford, Al Lewis)
19. Wow – 3:13 (Minogue, Greg Kurstin, Karen Poole)
20. In My Arms – 3:32 (Minogue, Calvin Harris, Richard "Biff" Stannard, Paul Harris, Julian Peake)
21. Better than Today – 3:26 (Nerina Pallot, Andy Chatterley)
22. Never Too Late – 3:20 (Stock, Aitken & Waterman)

## Classifiche
| Classifica (2012-14) | Posizione massima |
| -------------------- | ----------------- |
| Australia            | 39                |
| Belgio (Fiandre)     | 45                |
| Belgio (Vallonia)    | 58                |
| Francia              | 69                |
| Germania             | 85                |
| Irlanda              | 22                |
| Italia               | 49                |
| Regno Unito          | 11                |
| Repubblica Ceca      | 22                |
| Spagna               | 26                |
| Svizzera             | 63                |